# Meuterei von Aranjuez

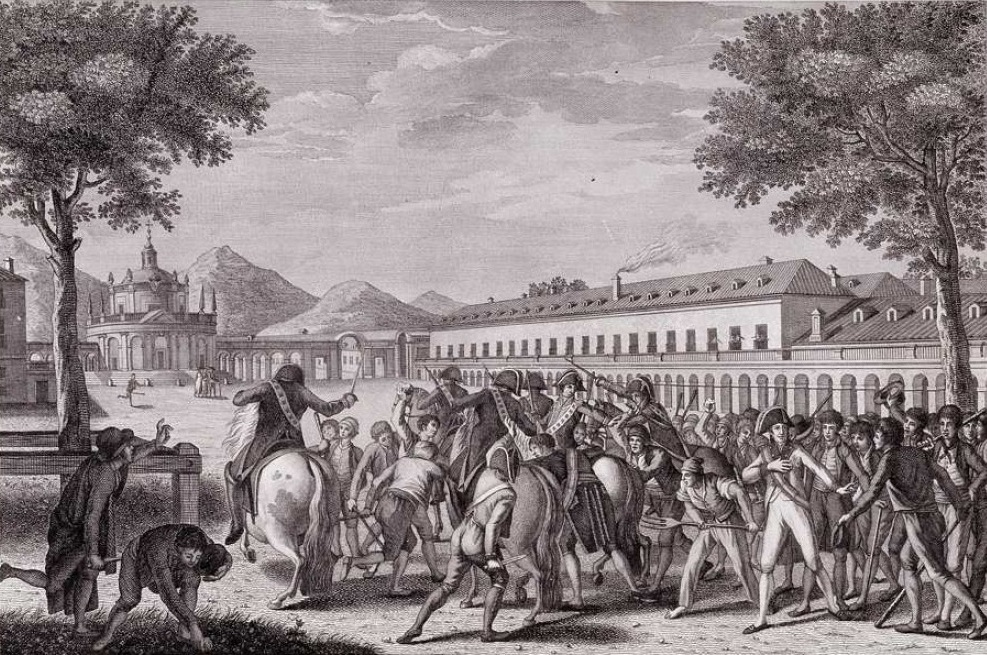
Caída y prisión del Príncipe de la Paz (Fall und Gefangenschaft des Friedensfürsten; um 1814); Stich von Francisco de Paula Martí nach einer Zeichnung von Zacarías Velázquez, die den 19. März in der Stadt Aranjuez zeigt

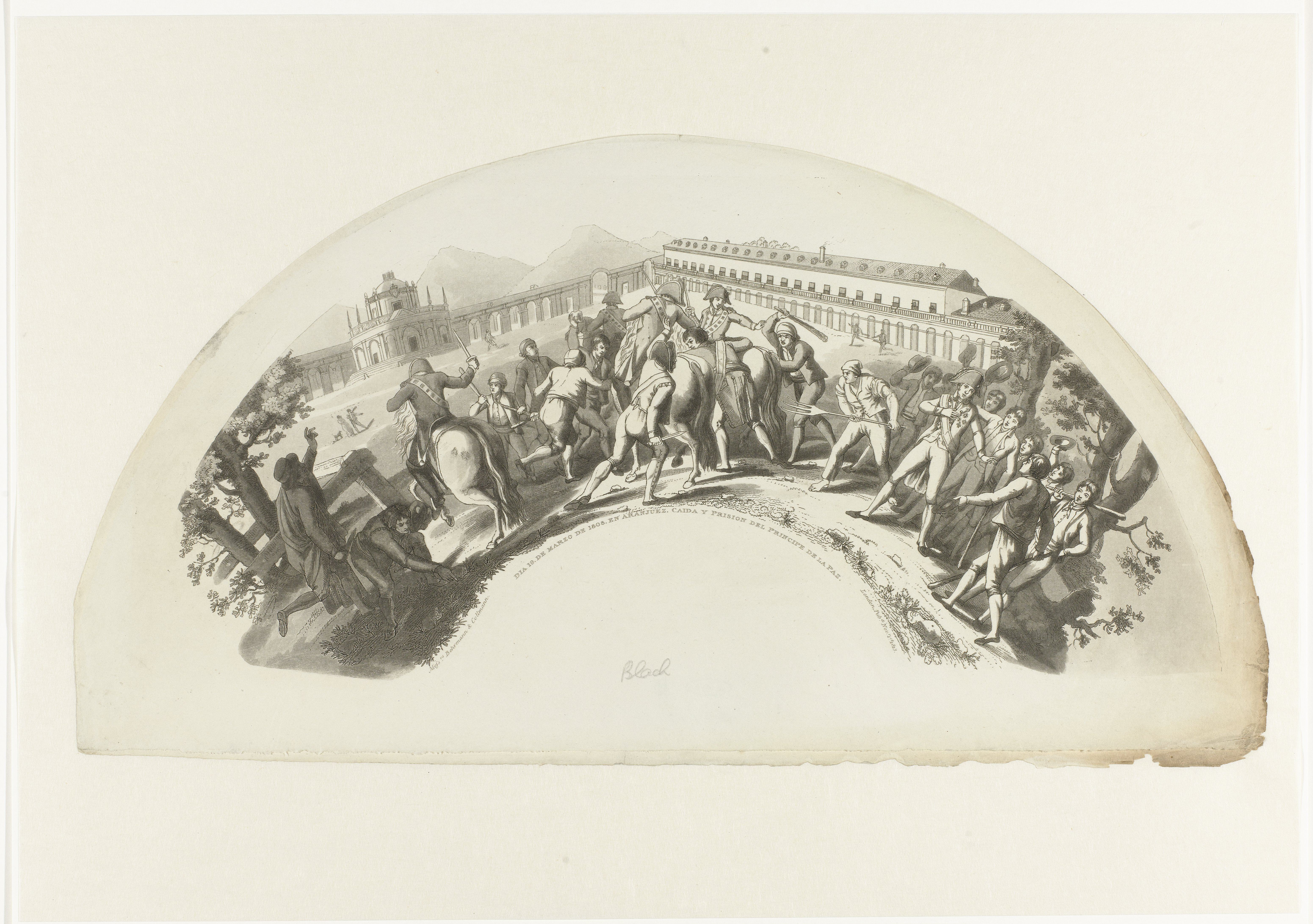
Gefangennahme von Manuel de Godoy durch französische Truppen in Madrid am 19. März 1808 (fächerförmig)

Die Meuterei von Aranjuez (span. Motín de Aranjuez; engl. Mutiny of Aranjuez; frz. soulèvement d’Aranjuez) war ein Aufstand gegen König Karl IV. und Manuel de Godoy, der vom 17. bis 19. März 1808 stattfand.

## Geschichte
Godoy war wegen seines Bündnisses mit Frankreich und Napoleon sowohl bei den Adligen als auch beim spanischen Volk unbeliebt. England spielte eine entscheidende Rolle bei der Befreiung Spaniens von Napoleon und der Entmachtung Manuel Godoys, der als Hauptverantwortlicher für die französische Besetzung Spaniens angesehen wurde.
Der Aufstand begann am spanischen Hof in Aranjuez und griff auf Madrid über. Die Gefangennahme von Manuel Godoy erfolgte am 19. März 1808. In den aufgewühlten Tagen nach der Meuterei von Aranjuez dankte Karl IV. zugunsten seines Sohnes ab und das Ganze führte zum Unabhängigkeitskrieg (oder Franzosenkrieg), in dem König Ferdinand gefangen genommen und ins Exil geschickt wurde und die Krone in die Hände von Napoleons Kandidaten überging, seinem Bruder Joseph.
Das spanische Volk führte einen ununterbrochenen Partisanenkrieg, der zur ersten bürgerlichen Revolution wurde und mit der Rückkehr Ferdinands VII. auf den Thron (1814) endete.
Die Ereignisse fanden auch in der Kunst ihren Ausdruck, beispielsweise auf einem Gemälde von Zacarías Velázquez (1763–1834), dessen Komposition auf einem Stich von Francisco de Paula Martí (1761–1827) kopiert wurde und auch als Darstellung mit politischem Inhalt auf bei den spanischen Frauen beliebten Fächern diente, die mit solchen dekorativen Objekten ihr politisches Engagement zeigen konnten.
Der russische Reisende Wassili Botkin urteilte in seinen berühmten Briefen aus Spanien über die Geschehnisse von 1808:

„Man nehme nur den Aufstand von 1808: Ist diese Ohnmacht des Rates von Kastilien nicht erstaunlich, dieser zentralen Junta, schließlich die Kraftlosigkeit all dessen, was diesem Aufstand den Charakter der Geschlossenheit und Reinheit geben wollte? Spaniens Leben und Kraft lagen in seinen Guerillas, seine Helden sind immer Anführer fliegender Abteilungen. In Zeiten der Gefahr schließen andere sich zusammen; die Spanier hingegen zersplittern sich, ihre Kraft liegt in der Absonderung, im Alleingang. Wahrlich, Einheit in Spanien dünkt mich bis auf den heutigen Tag ein Gespenst.“

Seit 1982 finden in Aranjuez jedes Jahr in der ersten Septemberwoche die Fiestas del Motín statt, die als „von nationalem touristischen Interesse“ (Fiestas de Interés Turístico Nacional) eingestuft sind.